# 皺足目
皺足目（學名：Soleolifera）是腹足纲软体动物一個已廢棄的目級分類單元，屬於後鰓類（Opisthobranchia (Milne-Edwards, 1848)）的成員。

## 分類
根據ITIS，皺足目只包括下列一個科：
- 拉索蛞蝓科 Rathouisiidae：現時屬於收眼目。